# Morning Phase
Morning Phase är den amerikanska musikern Becks tolfte album släppt 21 februari 2014. Albumet brukar jämföras med hans album Sea Change från år 2002 då båda albumen har ett lugnt, folk rock sound. Morning Phase var det första Beck albumet på 6 år, det längsta mellanrummet mellan album från Beck.
Beck vann 2015 en Grammy för albumet i kategorin Album of the Year.

## Låtlista
Alla låtar är skrivna och komponerade av Beck. 
| Nr           | Titel           | Längd |
| ------------ | --------------- | ----- |
| 1.           | Cycle           | 0:40  |
| 2.           | Morning         | 5:20  |
| 3.           | Heart Is a Drum | 4:32  |
| 4.           | Say Goodbye     | 3:30  |
| 5.           | Blue Moon       | 4:03  |
| 6.           | Unforgiven      | 4:35  |
| 7.           | Wave            | 3:41  |
| 8.           | Don't Let It Go | 3:10  |
| 9.           | Blackbird Chain | 4:27  |
| 10.          | Phase           | 1:08  |
| 11.          | Turn Away       | 3:06  |
| 12.          | Country Down    | 4:01  |
| 13.          | Waking Light    | 5:01  |
| Total längd: | Total längd:    | 47:08 |